# Берта Вегманн
Берта Вегманн (дан. Bertha Wegmann; 16 грудня 1847, Сольо, Граубюнден, Швейцарія — 22 лютого 1926, Копенгаген) — данська художниця-портретистка німецького походження.

## Біографія
Берта Вегманн народилася 16 грудня 1847 року в селі Сольо (Швейцарія) в багатодітній родині мануфактурника-фабриканта Ебергарда Людвіга Вегманна (1810—1869) і Катрін, уродженої Міні (Mini, 1821—1857). У сім'ї було п'ятеро дітей, з яких Берта була другою дитиною.
У 1853 році, коли Берті було п'ять років, батьки переїхали в Копенгаген. Батько Берти в юності сам хотів бути художником, тому, коли у його дочки виявився талант до живопису, він сам став давати їй уроки малювання.
З 1860 році Берта навчалася в Копенгагені у данських художників Гайнріха Бунтзена (Heinrich Buntzen, 1803—1892), Фредеріка Фердинанда Гельстеда (Frederik Ferdinand Helsted, 1809—1875) і Карла Фердинанда Лунда (Carl Ferdinand Lund, 1839—1895), які належали до покоління художників, яких національно-романтичний стиль у живописі був до цього часу не в моді.
У 1867 році, за фінансової підтримки сім'ї Мельхіор, Берта продовжила навчання у Мюнхені у німецького художника, професора Вільгельма фон Лінденшміта молодшого (Wilhelm Lindenschmit the Younger, 1829—1895) і художника-жанриста Едуарда Курцбауера (Eduard Kurzbauer, 1840—1879). Спеціалізувалася на історичному живопису.
В Мюнхену Берта познайомилася зі шведською художницею Жанною Баук (Jeanna Maria Bauck, 1840—1926), що розмістилася там роком раніше. Дівчата подружилися, стали жити разом, писали портрети один одного. Разом вони їздили по Європі, побували в Тіролі, Бретані і Венеції. Виставляти свої роботи на виставках Вегманн почала у 1873 році ву Копенгагені. Її перша картина, представлена на експозицію — «Хвора дитина». Рання творчість Берти охоплює пейзажі гір Тіролю і прибережних районів Балтики. У Німеччині Берта жила і навчалася 13 років, рік прожила у Флоренції.
У 1880 році подруги переїхали у Париж. Там Берта захопилася сучасним французьким мистецтвом. 1881 року Берта виставляла свої роботи в Паризькому Салоні, отримала «Почесну згадку», що прирівнювалося до офіційного визнання художниці критиками і колегами. У наступному році на виставці Салону Вегманн отримала Малу золоту медаль за портрет своєї сестри.

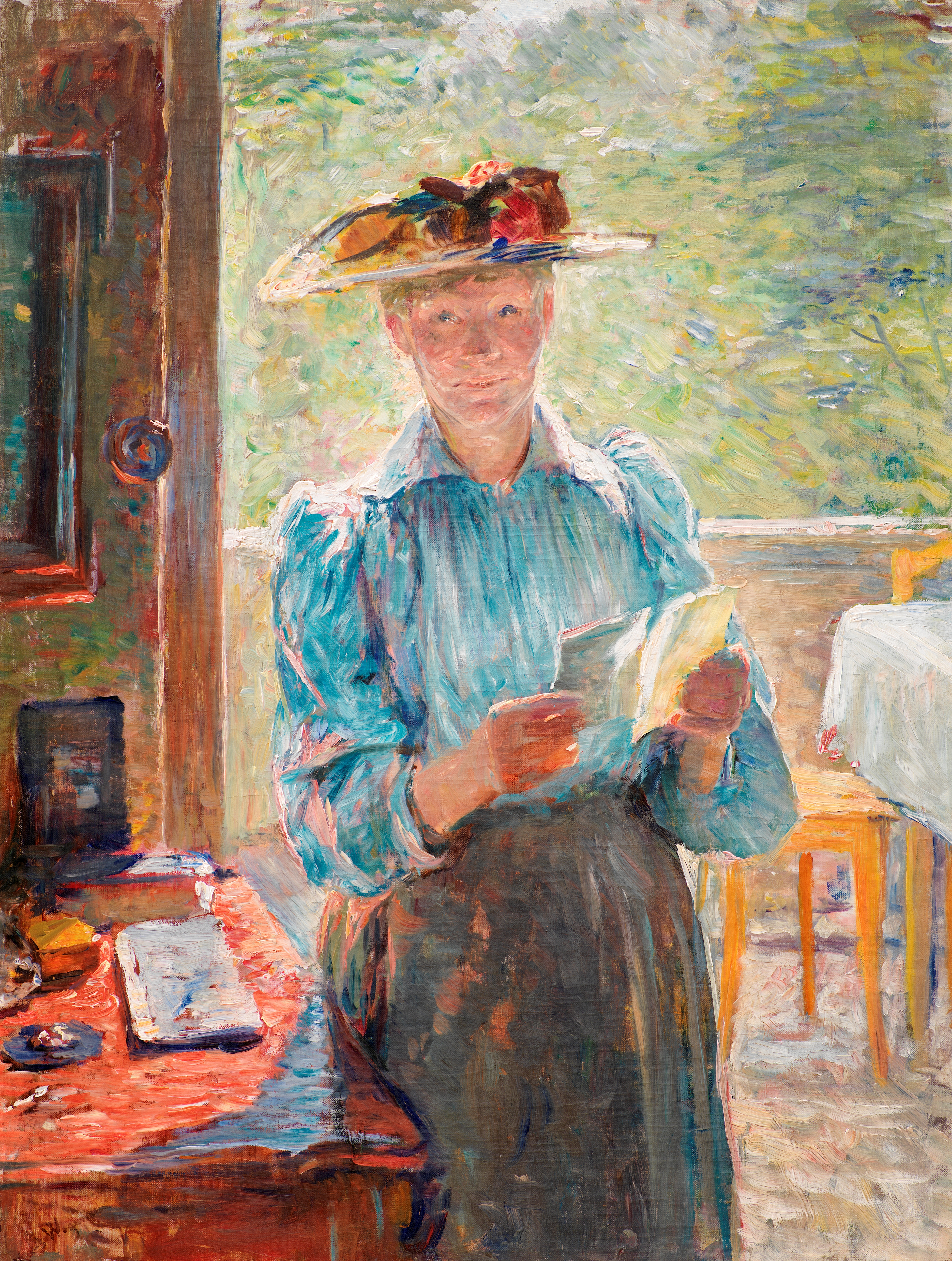
Портрет Ганни-Люсії Баук, 1890

У 1882 році Берта Вегманн поселилася в Копенгагені. Наступного року Комітет Шарлоттенбурга нагородив її медаллю Торвальдсена за портрет її сестри. У цьому ж році, Вегманн стала першою жінкою, обраною кандидатом в члени Академії мистецтв на пленарному засіданні Асамблеї Академії. 1887 року Берта Вегманн стала членом Академії, а пізніше була обрана до Комітету Шарлоттенбурга, що раніше було прерогативою чоловіків-художників.
Серед робіт художниці початку 1890-х років відомий «Портрет Ганни-Люсії Баук» (Portrait of Hanna Lucia Bauck, 1890). Ганна-Люсія була молодшою сестрою Жанни Баук. Їхній батько, Карл Вільгельм Баук, був композитором, істориком музики і органістом і (Ганна вчилася на піаністку в Стокгольмі). У жовтні 1889 року оселилася в Мюнхені і прожила зі старшою сестрою до самої її смерті в травні 1926 року. Ганна-Люсія померла всього через кілька місяців після смерті сестри. Портрет Ганни-Люсії експонувався в 1894 році на Великій виставці в Берліні.
Берта проводила роботу з прийому жінок-художниць в Академію мистецтв, з 1887 по 1907 рік була членом Асоціації жінок-художників. 1888 року за участю художниці і у співпраці з Академією була створена художня Школа для жінок.
В кінці 1880-х і 1890-х роках Вегманн брала участь у великих виставках в Скандинавії, Європі, Америці — на Всесвітній Виставці у Парижі в 1889 і 1900 роках, Всесвітній виставці у Чикаго в 1893 році. Двічі у Парижі художниця отримувала срібні медалі.
У 1893 році в Копенгагені відбулася велика виставка данських художниць, на якій роботам Берти Вегманн був виділений зал.
У 1892 році Берта Вегманн отримала Золоту медаль за заслуги Ingenio et Arti. Медаль «Ingenio et Arti» є особистою нагородою данського короля і її присуджують видатним данським і закордонним вченим і художникам, заснована у 1841 році королем Христіаном VIII.
Берта Вегманн померла 22 лютого 1926 року у Копенгагені, похована в церкві Солб'єрг-Парк. Після смерті художниці, її картини і документи успадкував Тоні Мюллер, сусід в будівлі Асоціації читаючих жінок. 1941 року він продав всі картини на аукціоні і заснував Премію імені Берти Вегманн для підтримки нужденних молодих художниць.

## Галерея
|                                    |
| Портрет художниці Жанни Баук, 1881 |

|                  |
| Жанна Баук, 1887 |

|          |
| Інтер'єр |

|            |
| Маки, 1900 |

|                                      |
| Анна Зеекамп, сестра художниці, 1881 |

|                                 |
| Жінка, що шиє в інтер'єрі, 1891 |

|                                 |
| Andreas Sophus Schack Steenberg |

|                              |
| Молода мати з дитиною у саду |